# 天兴 (越南)
天興（1459年十月初七—1460年六月初七）是大越国后黎朝前廢帝黎宜民的年号，共计2年，《明史》误作“天與”。

## 纪年
| 天興 | 元年   | 2年    |
| 公历 | 1459年 | 1460年 |
| 干支 | 己卯   | 庚辰   |